# Comuna Vita-Poștova, Kiev-Sveatoșîn
Vita-Poștova (în ucraineană Віта-Поштова) este o comună în raionul Kiev-Sveatoșîn, regiunea Kiev, Ucraina, formată din satele Iurivka și Vita-Poștova (reședința).

## Demografie
Componența lingvistică a comunei Vita-Poștova
     Ucraineană (95,21%)
     Rusă (3,99%)
     Alte limbi (0,12%)
Conform recensământului din 2001, majoritatea populației comunei Vita-Poștova era vorbitoare de ucraineană (95,21%), existând în minoritate și vorbitori de rusă (3,99%).